# Address Supporting Organization
Pour les articles homonymes, voir ASO.
L'Address Supporting Organization (ASO) est une organisation de soutien affiliée à l'ICANN. Elle a été fondée en 1999. Ses membres forment l'Address Council. Le but de l'ASO est de superviser et de développer des recommandations au sujet de la politique d'adressage du protocole IP et de conseiller l'ICANN.
L'ASO est formée de trois représentants de chacun des registres Internet régionaux. Il désigne deux membres du conseil des directeurs de l'ICANN.